# Bonnie Raitt
Bonnie Raitt (Burbank (Californië), 8 november 1949) is een Amerikaanse zangeres, liedjesschrijfster en gitariste.

## Levensloop
Bonnie Raitt is de dochter van Broadway-musicalster John Raitt. Ze begon met gitaar spelen toen ze twaalf was. Na de middelbare school begon ze in rhythm-and-bluesclubs te spelen. In 1983 verbrak Warner Bros. Records het contract, onder andere vanwege alcohol- en drugsgebruik, maar zij verdween allerminst uit het muziekleven.
Na meer dan twintig jaar opnames en optredens, bereikte Raitt succes met haar tiende album: Nick of Time kwam in de top te staan in de Verenigde Staten en won drie Grammy Awards. Tegelijk kreeg ze een vierde Grammy voor haar duet "In the Mood" met John Lee Hooker op zijn album The Healer.
Hierna kreeg in ze 1993 nog drie Grammy Awards voor haar album Luck of the Draw, waarna ze in 1994 twee Grammy's kreeg voor haar album Longing in Their Hearts. Ook in 1995, 1997, 2013 en 2023 won ze verschillende Grammy's. In 2022 kreeg ze de Grammy 'Lifetime Achievement Award'. 
Raitt was van 1991 tot 2000 getrouwd met acteur Michael O'Keefe.

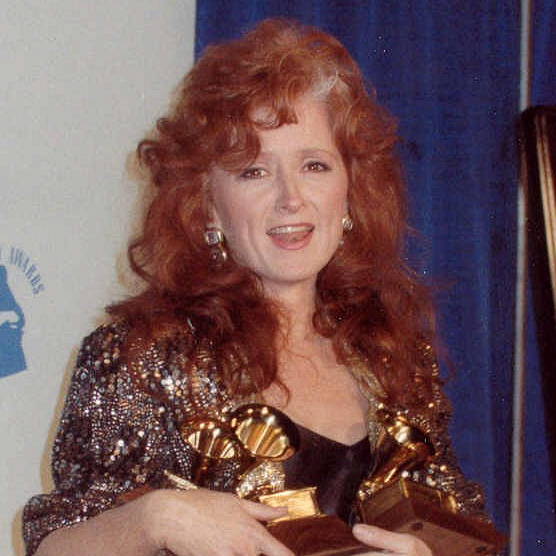
Bonnie Raitt in 1990 tijdens de Grammy Awards met drie van de prijzen die ze daar had gewonnen.

## Discografie

### Albums
| Album met eventuele hitnotering(en) in de Nederlandse Album Top 100 | Datum van verschijnen | Datum van binnenkomst | Hoogste positie | Aantal weken | Opmerkingen   |
| ------------------------------------------------------------------- | --------------------- | --------------------- | --------------- | ------------ | ------------- |
| Bonnie Raitt                                                        | 11-1971               | -                     |                 |              |               |
| Give it up                                                          | 09-1972               | -                     |                 |              |               |
| Takin' my time                                                      | 11-1973               | -                     |                 |              |               |
| Streetlights                                                        | 09-1974               | -                     |                 |              |               |
| Home plate                                                          | 1975                  | -                     |                 |              |               |
| Sweet forgiveness                                                   | 04-1977               | -                     |                 |              |               |
| The glow                                                            | 09-1979               | -                     |                 |              |               |
| Green light                                                         | 1982                  | -                     |                 |              |               |
| Nine lives                                                          | 1986                  | -                     |                 |              |               |
| Nick of time                                                        | 21-03-1989            | 29-04-1989            | 51              | 23           |               |
| The Bonnie Raitt collection                                         | 1990                  | -                     |                 |              | Verzamelalbum |
| Luck of the draw                                                    | 25-06-1991            | 29-06-1991            | 24              | 12           |               |
| Longing in their hearts                                             | 14-03-1994            | 26-03-1994            | 25              | 13           |               |
| Road tested                                                         | 07-11-1995            | 25-11-1995            | 53              | 8            | Livealbum     |
| Fundamental                                                         | 07-04-1998            | 11-04-1998            | 60              | 7            |               |
| Silver lining                                                       | 09-04-2002            | -                     |                 |              |               |
| The best of Bonnie Raitt on Capitol 1989-2003                       | 2003                  | -                     |                 |              | Verzamelalbum |
| Souls alike                                                         | 13-09-2005            | -                     |                 |              |               |
| Bonnie Raitt and friends                                            | 2006                  | -                     |                 |              | Verzamelalbum |
| Slipstream                                                          | 30-03-2012            | 07-04-2012            | 24              | 8            |               |

| Album met hitnotering(en) in de Vlaamse Ultratop 200 albums | Datum van verschijnen | Datum van binnenkomst | Hoogste positie | Aantal weken | Opmerkingen |
| ----------------------------------------------------------- | --------------------- | --------------------- | --------------- | ------------ | ----------- |
| Slipstream                                                  | 2012                  | 07-04-2012            | 51              | 8            |             |

### Singles
| Single met eventuele hitnotering(en) in de Nederlandse Top 40 | Datum van verschijnen | Datum van binnenkomst | Hoogste positie | Aantal weken | Opmerkingen                                       |
| ------------------------------------------------------------- | --------------------- | --------------------- | --------------- | ------------ | ------------------------------------------------- |
| Runaway                                                       | 1977                  | -                     |                 |              |                                                   |
| You're gonna get what's coming                                | 1980                  | -                     |                 |              |                                                   |
| Keep this heart in mind                                       | 1982                  | -                     |                 |              |                                                   |
| No way to treat a lady                                        | 1986                  | -                     |                 |              |                                                   |
| Thing called love                                             | 1989                  | -                     |                 |              |                                                   |
| Nick of time                                                  | 1989                  | 20-05-1989            | tip11           | -            | Nr. 67 in de Single Top 100                       |
| Have a heart                                                  | 1990                  | 26-05-1990            | 22              | 6            | Nr. 19 in de Single Top 100                       |
| I'm in the mood                                               | 1990                  | 23-06-1990            | 11              | 7            | met John Lee Hooker / Nr. 14 in de Single Top 100 |
| Thing called love                                             | 1990                  | 25-08-1990            | tip16           | -            | Nr. 66 in de Single Top 100                       |
| Love letter                                                   | 1990                  | -                     |                 |              |                                                   |
| Something to talk about                                       | 20-05-1991            | 13-07-1991            | tip6            | -            | Nr. 59 in de Single Top 100                       |
| I can't make you love me                                      | 22-10-1991            | 21-12-1991            | tip7            | -            | Nr. 43 in de Single Top 100                       |
| Slow ride                                                     | 1991                  | -                     |                 |              |                                                   |
| Not the only one                                              | 1992                  | -                     |                 |              |                                                   |
| Come to me                                                    | 1992                  | -                     |                 |              |                                                   |
| All at once                                                   | 1993                  | -                     |                 |              |                                                   |
| Love sneakin' up on you                                       | 1994                  | -                     |                 |              |                                                   |
| You                                                           | 1994                  | 25-06-1994            | tip5            | -            |                                                   |
| Storm warning                                                 | 1994                  | -                     |                 |              |                                                   |
| You got it                                                    | 1995                  | -                     |                 |              |                                                   |
| Rock steady (Live)                                            | 03-11-1995            | 04-11-1995            | tip10           | -            | met Bryan Adams                                   |
| One belief away                                               | 1998                  | -                     |                 |              |                                                   |
| Lover's will                                                  | 1999                  | -                     |                 |              |                                                   |
| Silver lining                                                 | 2002                  | -                     |                 |              |                                                   |
| I can't help you now                                          | 2002                  | -                     |                 |              |                                                   |
| Time of our lives                                             | 2003                  | -                     |                 |              |                                                   |
| I will not be broken                                          | 2005                  | -                     |                 |              |                                                   |
| I don't want anything to change                               | 2006                  | -                     |                 |              |                                                   |
| Right down the line                                           | 2012                  | -                     |                 |              |                                                   |

| Single met hitnotering(en) in de Vlaamse Ultratop 50 | Datum van verschijnen | Datum van binnenkomst | Hoogste positie | Aantal weken | Opmerkingen                                       |
| ---------------------------------------------------- | --------------------- | --------------------- | --------------- | ------------ | ------------------------------------------------- |
| I'm in the mood                                      | 1990                  | -                     |                 |              | met John Lee Hooker / Nr. 15 in de Radio 2 Top 30 |
| Rock steady (Live)                                   | 1995                  | 18-11-1995            | 45              | 1            | met Bryan Adams                                   |
| Right down the line                                  | 2012                  | 17-03-2012            | tip51           | -            |                                                   |

### NPO Radio 2 Top 2000
| Nummer met noteringen in de NPO Radio 2 Top 2000 | '07 | '08  | '09  | '10  | '11  | '12  | '13 | '14  | '15  | '16  | '17  | '18  | '19  | '20  | '21  | '22  | '23  | '24  |
| ------------------------------------------------ | --- | ---- | ---- | ---- | ---- | ---- | --- | ---- | ---- | ---- | ---- | ---- | ---- | ---- | ---- | ---- | ---- | ---- |
| I Can't Make You Love Me                         | 706 | 1957 | 1345 | 1138 | 1232 | 1137 | 619 | 1124 | 1076 | 1352 | 1254 | 1422 | 1883 | 1593 | 1706 | 1676 | 1821 | 1862 |

1. ↑  Een vetgedrukt getal geeft de hoogste notering aan.
2. ↑  2007 was het eerste jaar met een notering voor dit nummer.